# KinagaCMS
KinagaCMS(紀永、きなが)は、PHPで開発されたオープンソースのコンテンツ管理システム。データベースを必要とせず、ヘッダレスHTMLファイルなどのアップロードや、投稿フォームを通じたHTMLファイルの作成によりコンテンツを管理するため、軽量・簡易コンテンツ管理システムに位置付けられる。

## 概要
紀永の名称は、「気長」の読みに当て字した造語に由来し、「末永く書き続ける」ことを意味する。
管理者は、FTPないしFUSEを通じて設定ファイルやコンテンツを取り扱う。コンテンツの作成は、主にcontentsフォルダの中で行い、文字コードがUTF-8のHTMLファイルを用いるが、文書型宣言やヘッダは必要はなく、body要素以下を記述する。
また、文章中の改行をそのまま反映させられ、画像の自動掲載機能も備えることから、マークアップの知識がなくても最低限のコンテンツを作成できる一方で、PHPを記述することもできるため、管理者のレベルに応じた使い分けが可能である。
加えて、contents内を階層化することでカテゴライズできる他、一定のルールに従ってフォルダやファイルを配置することにより、カウンターやコメント欄などを設置することもできる。

但し、カテゴリや記事のタイトルとして使用されるフォルダ名などにマルチバイト文字を使用する場合、それらの文字コードもUTF-8とする必要があることから、Linuxユーザー以外は、対応するアプリケーションの使用や設定が必須となる。

バージョン７からは、付属ファイルとして、Dockerfileが追加され、docker pull kinaga/kinaga:latestを実行することによりオペレーティングシステムを問わず動作環境を構築できるようになった。
バージョン8からは、管理者が複数の副管理者を指定できると共に、投稿フォームを通じて複数名でコンテンツ管理ができるようになった。

## 主な機能
- Atomによるフィード配信
- クローラ用サイトマップの自動生成
- ソーシャルメディア連携
- ダウンロードさせたいファイルのフォルダ管理と自動リンク生成
- レスポンシブウェブデザイン
- 画像や動画及び字幕ファイルの自動掲載ないしスライド表示、もしくはクラス指定などによる任意配置
- 記事ごとに設置できるアクセスカウンタ
- 多言語への対応
- サイト全体、カテゴリごと、フォーラム内の簡易検索
- 各カテゴリごとに変更することができるヘッダ及び背景画像
- ロゴ画像の自動掲載
- テーマカラーとして予め用意された色名の他、HEX、RGB、HSLを指定可
- 各種引用リンクの生成
- 記事ごとのコメント受付または停止
- 前後の記事へのページナビゲーション
- 問い合わせフォーム
- 類似記事の提示
- 各記事ごとの目次の作成
- 複数のテンプレートとヘッダ画像を別途配布
- トップページの自動生成または手動作成
- パスワード不要のログインシステム[6]
- 会員制限されたカテゴリまたは記事の作成
- スレッドフロート型掲示板タイプのフォーラム
- 会員制限されたスレッドまたはトピックの作成
- 受付時間や予約できない曜日などを細かく設定できる簡易予約システム[8]

- <dfn>要素の文字列をWikipediaに参照し、ポップアップで要約表示[9]

- コメント (コンピュータ)で囲んだ箇条書きをチェック項目とする簡易アンケート機能[10]

- アドセンス広告の自動掲載[11]

- 有料会員制限されたカテゴリまたは記事の作成[12]

- 簡易ショッピング機能[13]

- 無形商品および命名権販売機能[14]

## 各種機能の命名権販売によるスポンサー募集
当該オープンソースプロジェクトの15周年を記念して実施されており、「企業または個人に各種機能の命名権を販売し、その対価を本プロジェクトの継続開発に活用することを目的」としている。

## 主な用途
主な用途として、『ICT教育における基礎的なマークアップスキル習得の学習教材となる他、各種支援施設においては、リハビリテーションの一環として日常生活を綴ることを通じたコンピュータ・リテラシー向上に資する』などの活用場面を挙げ、『営利・非営利を問わず幅広く活用できる』としている。

## 動作環境
- PHP 8 以上
- Exif、GD、ImageMagick がインストールされていること
- .htaccess 及び RewriteEngine が利用可能であること
- lapi (Linux Apache PHP8 ImageMagick) 推奨